# Scolosanthus triacanthus
Scolosanthus triacanthus är en måreväxtart som först beskrevs av Spreng., och fick sitt nu gällande namn av Dc.. Scolosanthus triacanthus ingår i släktet Scolosanthus och familjen måreväxter. Inga underarter finns listade i Catalogue of Life.